# Europatunnel (Hengelo)
De Europatunnel is een viaduct in het centrum van Hengelo. De tunnel is gebouwd in opdracht van de Nederlandse Spoorwegen en werd in 1959 geopend. Sinds 2015 is de Europatunnel een rijksmonument. Het fietspad door de Europatunnel is onderdeel van de fietssnelweg F35.

## Geschiedenis
In de Tweede Wereldoorlog werd Hengelo door de aanwezigheid van belangrijke industrie regelmatig gebombardeerd door de geallieerden. Bij de bombardementen op 6 en 7 oktober 1944 werd in een poging de aanwezige spoorlijnen te vernietigen daarbij een groot deel van de binnenstad verwoest. Na de oorlog werd er een wederopbouwplan gemaakt, waar ook het stationsgebied, inclusief station deel van uitmaakte.
In 1958 werd begonnen met de bouw van de Europatunnel, die het centrum van Hengelo met het zuidelijke deel van de stad moest verbinden. De tunnel werd op 28 november 1959 geopend en is sindsdien nauwelijks gewijzigd.

## Kenmerken
De Europatunnel is een onderdoorgang onder het spoorwegemplacement van station Hengelo in de stijl van het functionalisme. Het tunneldek wordt ondersteund door gecanneleerde betonnen kolommen, die tevens een afscheiding van de verkeersstroken markeren. Aan de noordzijde van de tunnel bevindt zich het sculptuur wederopbouw van Martin Stolk. Dit kunstwerk is gemaakt van gietsteen. De zuidzijde wordt geflankeerd door een in koper uitgevoerde metaalplastiek van Jan van Eyl en beeldt de geschiedenis van Hengelo uit.
De Europatunnel kent een lengte van 65 meter en is 31 meter breed. De tunnel is van west naar oost gezien onderverdeeld in vijf gedeeltes:
- Voetgangersgedeelte
- Weggedeelte (noord-zuid): Bestaande uit twee rijstroken.
- Weggedeelte (zuid-noord): Bestaande uit één rijstrook en één busstrook.
- Fietsgedeelte (noord-zuid)
- Fietsgedeelte (zuid-noord) + Voetgangersgedeelte: Gecombineerd voet- en fietspad.

De doorrijhoogte van de weggedeeltes bedraagt 3,8 meter. De fiets- en voetgangergedeeltes zijn lager uitgevoerd.